# 김민정 (쇼트트랙 선수)
김민정(金玟廷, 1985년 3월 20일~)은 대한민국의 여자 쇼트트랙 선수이다.
쇼트트랙 국가대표 계주 팀의 일원으로 활동하고 있다. 서현고등학교와 경희대학교를 졸업했으며, 현재 서울시청 소속이다. 2009년 오스트리아 빈에서 열린 세계 쇼트트랙 선수권 대회에서 1500m에서 금메달을 따며, 종합 2위에 올랐다. 2010년 동계 올림픽 국가대표로 뽑혀 계주에 출전했다.

## 출신 학교
- 조봉초등학교 졸업
- 봉선중학교 졸업
- 서현고등학교 졸업
- 경희대학교 체육학과 학사
- 고려대학교 교육대학원 체육교육학과 졸업

## 같이 보기
- 2010년 동계 올림픽 대한민국 선수단